# Duquende

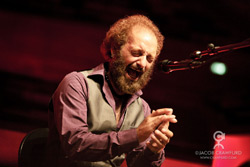
Duquende

Duquende, eigentlich Juan Rafael Cortés Santiago (* 1965 in Sabadell, Spanien) ist ein spanischer Flamenco-Sänger. Lange Zeit wurde er als einer der Nachfolger von Camarón de la Isla angesehen.

## Leben
Im Alter von neun Jahren wurde er von Camarón eingeladen, ihn mit der Gitarre zu begleiten. In seiner künstlerischen Laufbahn trat Duquende aus den Fußstapfen eines Nachfolgers, leugnete aber nicht seine Bewunderung für Camarón oder für den traditionellen Gesang.
Zwanzig Jahre lang trat er auf kleinen Bühnen und in Flamenco-Klubs (so genannten Peñas) auf. Dort entwickelte er seine Stimme und Gesangstechniken. Im Jahr 1997 wurde er von Paco de Lucía angefragt, um seinen Bruder Pepe im Septeto Paco de Lucía (Paco de Lucía septet) zu ersetzen. Damit erhielt Duquende die Gelegenheit, sich durch Welttourneen weiterzuentwickeln. Drei Jahre später veröffentlichte er das Album Samaruco (2000).
Im Jahr 1995 war er der erste Flamencosänger, der eingeladen wurde, im Théâtre des Champs-Élysées in Paris aufzutreten. Er arbeitete mit Künstlern wie z. B. Tomatito, Manzanita, Juan Carmona, Juan Manuel Cañizares, Juan Habichuela, Moraíto Chico und Vicente Amigo.

## Diskografie
- 1993: Duquende y la guitarra de Tomatito
- 1996: A mi aire
- 1997: Soy el  Duende
- 2000: Samaruco
- 2006: Me forma de vivir